# Aharon Barak

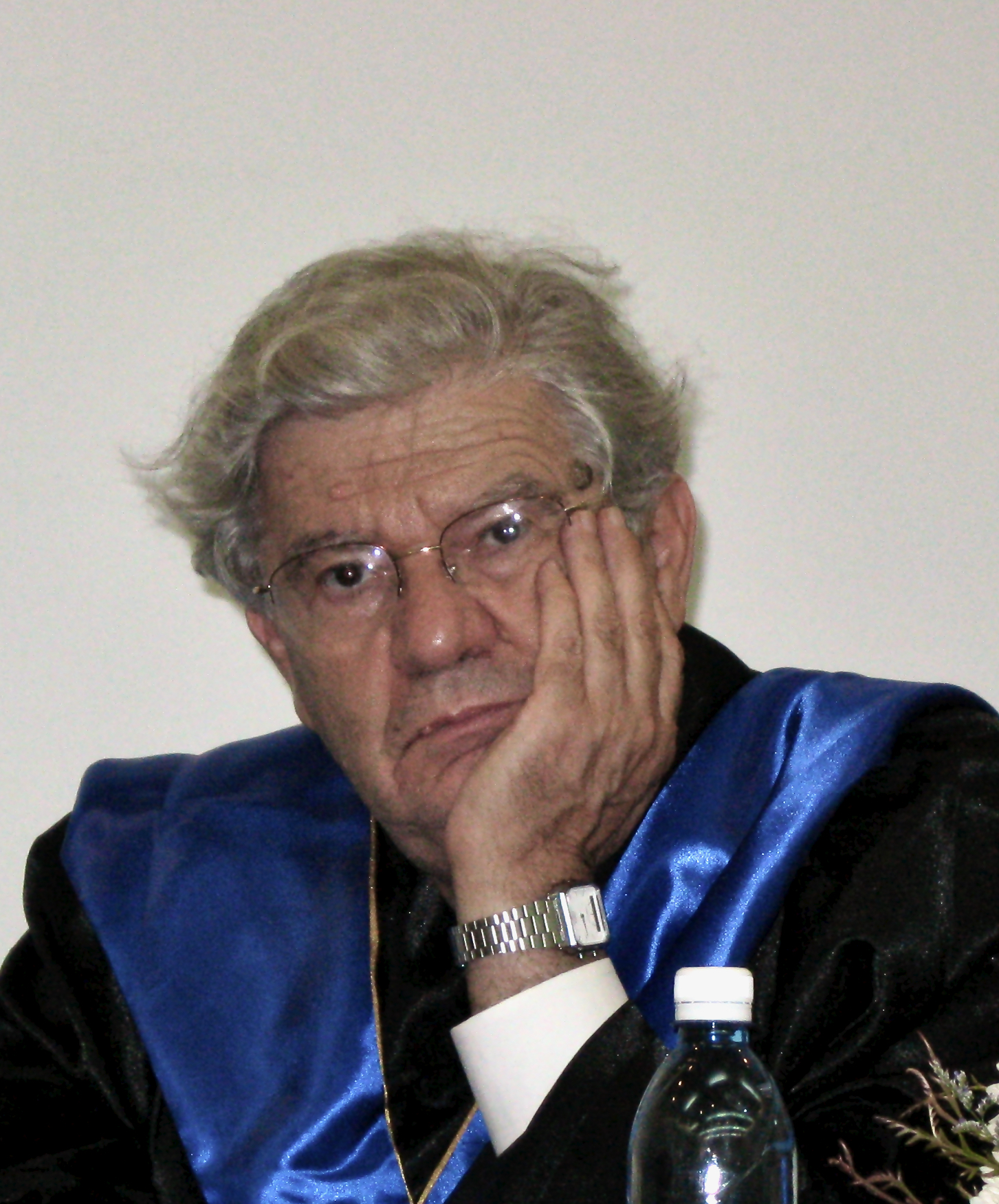
Aharon Barak (2008)

Aharon Barak (hebräisch אַהֲרֹן בָּרָק Aharon Baraq; * 16. September 1936 als Erik Brick in Kaunas, Litauen) ist ein israelischer Jurist und Professor an der Hebräischen Universität Jerusalem. Aharon Barak war von 1995 bis 2006 Präsident des Obersten Gerichts in Israel.
Baraks Familie war während der deutschen Besetzung Litauens im KZ Kauen inhaftiert und wanderte nach Kriegsende über Rom nach Palästina aus, wo sie sich in Jerusalem niederließen. Er studierte Rechtswissenschaften an der Hebräischen Universität Jerusalem. Sein Vater studierte in Litauen ebenfalls Rechtswissenschaften, bestand auch das Anwaltsexamen in Israel, hat aber nie praktiziert. Im Jahr 1975 wurde ihm der Israel-Preis verliehen, 2006 der Gruber Justice Prize. 1975 wurde er in die Israelische Akademie der Wissenschaften, 1987 in die American Academy of Arts and Sciences und 2023 zum Mitglied der British Academy gewählt. Er ist Ehrendoktor zahlreicher Universitäten.
An der Hebräischen Universität Jerusalem war er von 1961 bis 1978 Professor und lehrte Privatrecht sowie Rechtstheorie. Von 1974 bis 1975 war Barak auch Dekan der Rechtswissenschaftlichen Fakultät. 1975 wurde er zum Generalstaatsanwalt von Israel gewählt. Während seiner Amtszeit als Generalstaatsanwalt war er 1978 Teil des israelischen Teams bei den Friedensverhandlungen mit Ägypten, die zum Camp-David-Abkommen führten. US-Präsident Jimmy Carter der beim Camp-David-Abkommen zwischen Israel und Ägypten vermittelte, soll von Barak derart beeindruckt gewesen sein, dass er ihm spaßhaft den Posten eines Richters am Obersten Gerichtshof der Vereinigten Staaten anbot. Als Generalstaatsanwalt beeindruckte er etwa damit, dass er auch vor prominenten Namen nicht zurückschreckte, so strengte er Verfahren gegen Leah Rabin, die Ehefrau des damals amtierenden Premierministers Jitzchak Rabin, oder den Wohnungsbauminister Abraham Ofer an. 1978 wurde Barak zum Richter am Obersten Gericht von Israel berufen. Von 1995 bis 2006 fungierte er als der Präsident des Obersten Gerichts.
Israel hat Aharon Barak aus Anlass der Anhörung vor dem Internationalen Gerichtshof zum Krieg in Israel und Gaza als zusätzlichen Richter nach Den Haag entsendet. Sowohl klagende als auch beklagte Staaten können einen eigenen Richter entsenden, sofern der betreffende Staat beim Verfahren keinen Richter auf der Richterbank hat. Israel muss sich auf Betreiben Südafrikas wegen Völkermords verantworten. Im Juni 2024 trat Barak von dieser Funktion zurück. Seit 2010 gibt es an der Hebräischen Universität Jerusalem das Aharon Barak Zentrum.